# 山陽町 (山口県)
山陽町（さんようちょう）は、山口県南西部にあった町。
1956年9月30日に厚狭町（あさ）と埴生町（はぶ）の合併により発足した。
2005年3月22日に小野田市と合併し、山陽小野田市になって消滅した。合併以前の2000年国勢調査では、小野田市の郊外として、宇部市を中心市とする宇部都市圏の2次圏だった。下関市や北九州市との繋がりも強く、1990年代までは下関都市圏の2次圏だった。

## 地理
山口県西部の周防灘に面している。厚狭地区を厚狭川、埴生地区を前場川・糸根川が流れる。町役場のある厚狭地区は厚狭盆地に位置する。

### 隣接していた自治体
- 小野田市
- 宇部市
- 美祢市
- 下関市

## 歴史
町名は「山陽地区を代表する都市となるように」との意で命名された。

### 沿革
- 1956年（昭和31年）9月30日 - 厚狭町・埴生町が合併して山陽町が発足。
- 2005年（平成17年）3月22日 - 小野田市と合併して山陽小野田市が発足[1]。同日山陽町廃止。

## 産業

### 漁業
- 埴生漁港
- 梶漁港

## 教育
高等学校の学区は「厚狭学区」。町内には山口県立厚狭高等学校が所在した。中学校は厚狭・厚陽・埴生、小学校は厚狭・出合・厚陽・埴生・津布田がそれぞれ存在した。

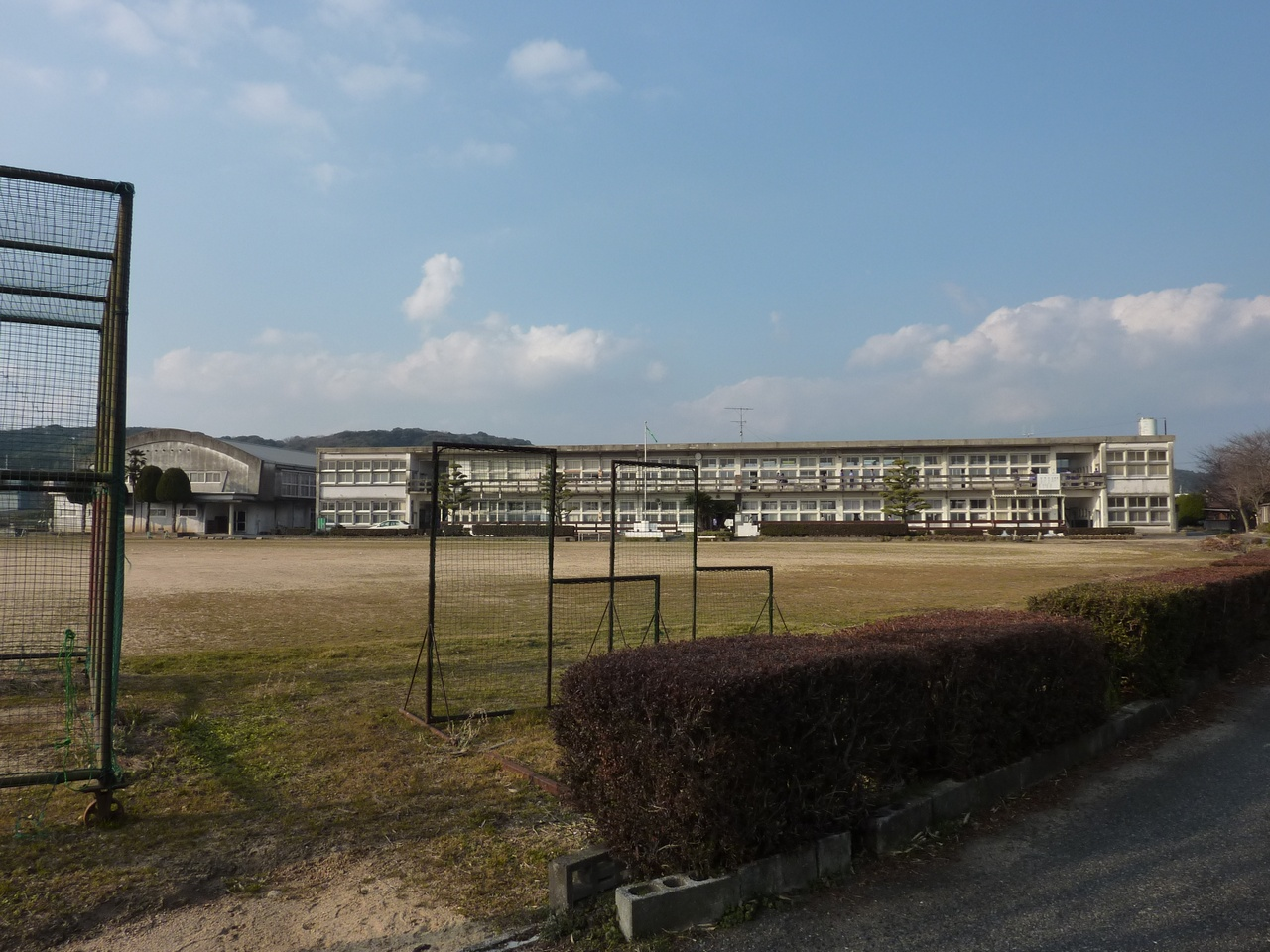
厚陽中学校
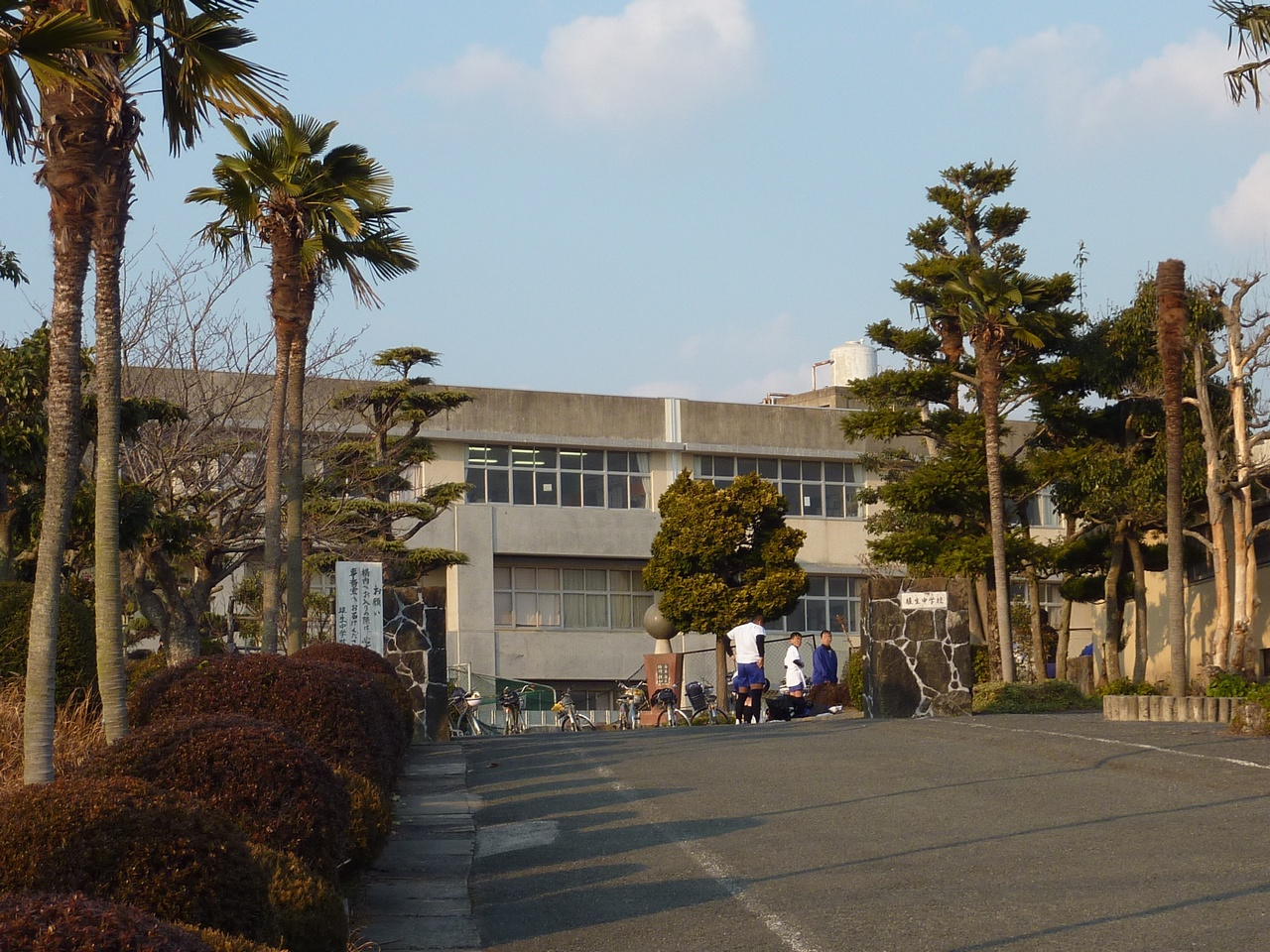
埴生中学校
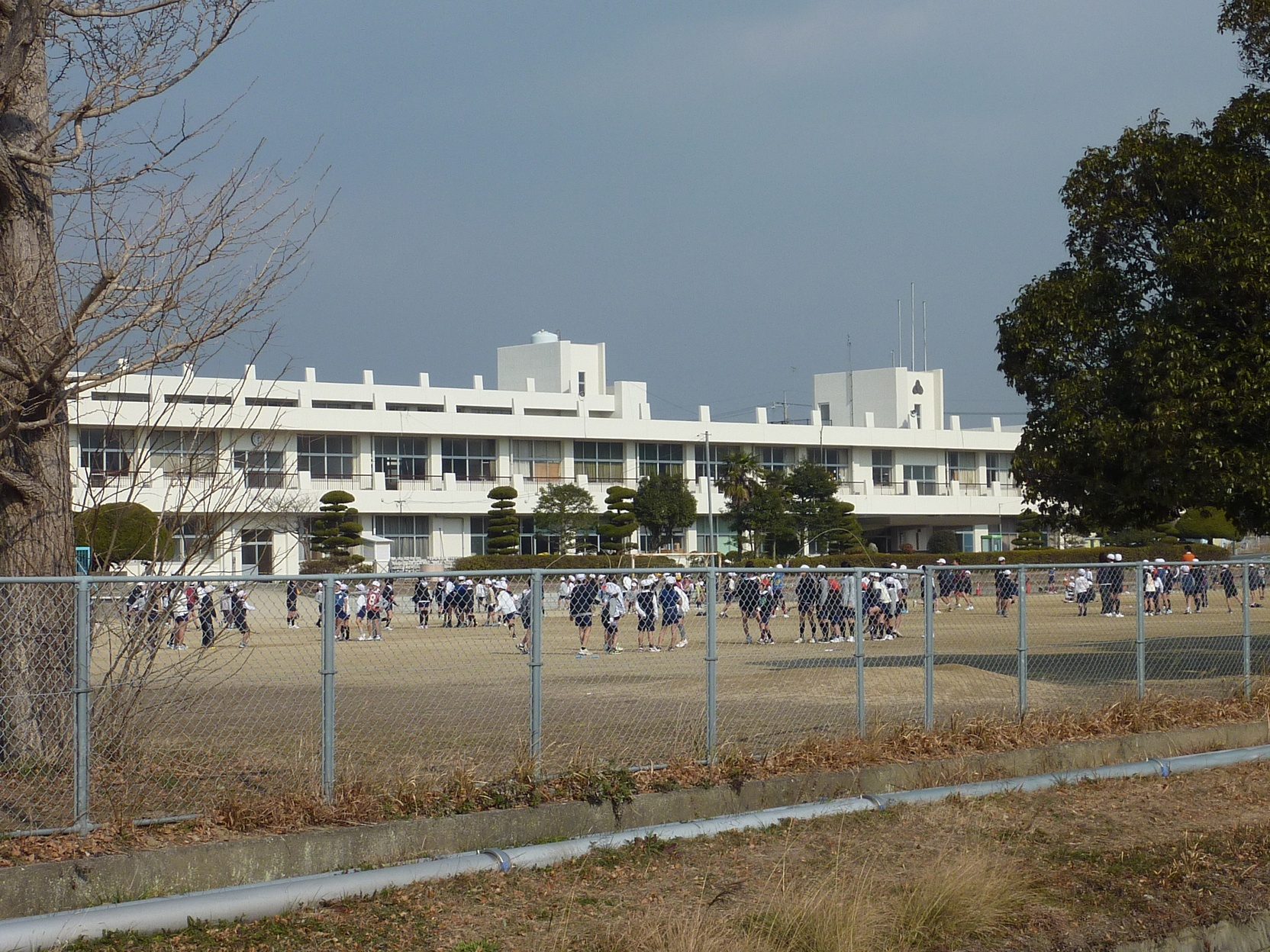
厚狭小学校
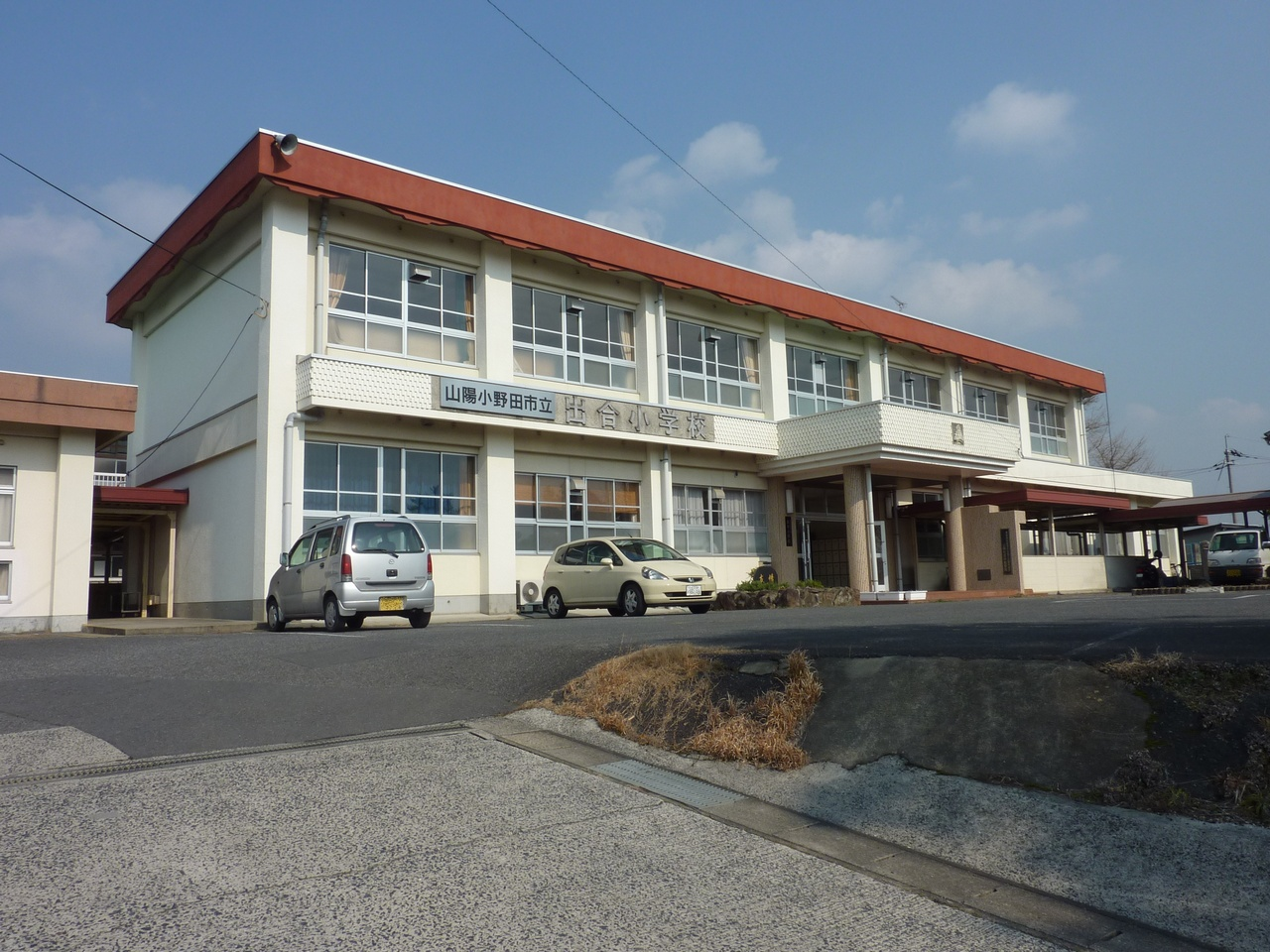
出合小学校
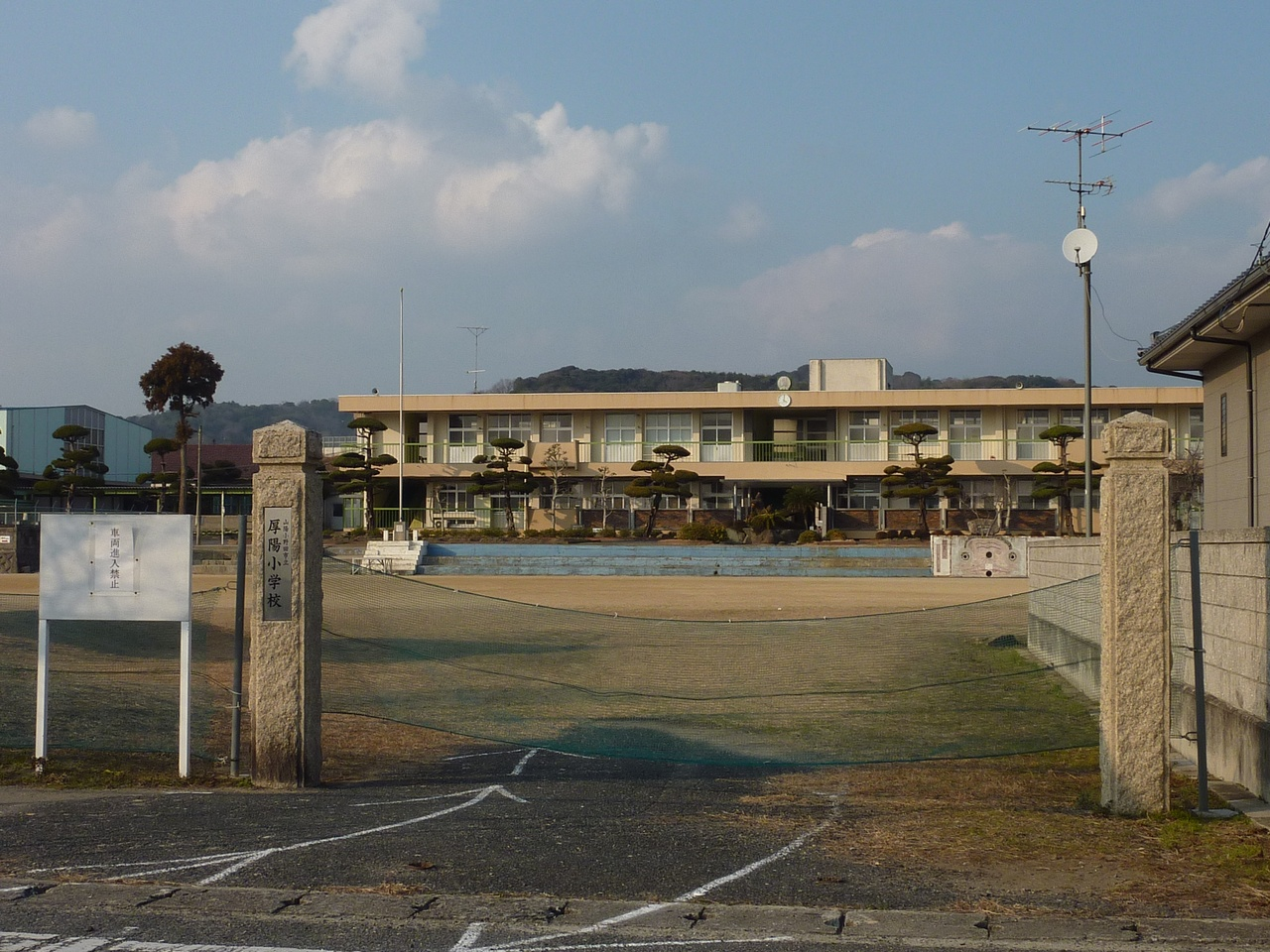
厚陽小学校
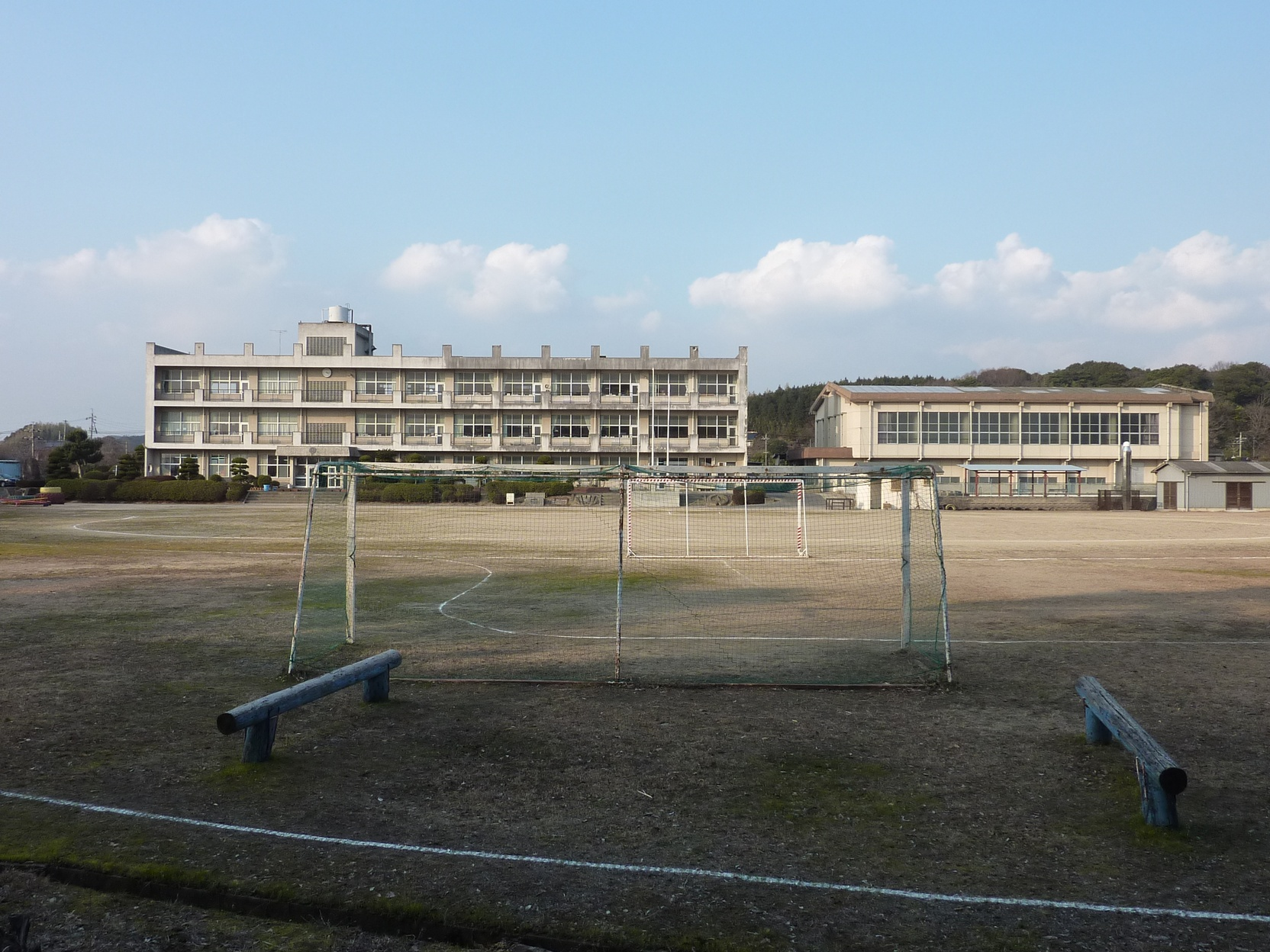
津布田小学校

## 交通

### 鉄道路線
- 中心となる駅：厚狭駅
- 西日本旅客鉄道
  - 山陽新幹線：厚狭駅
  - 山陽本線：厚狭駅 - 埴生駅
  - 美祢線：厚狭駅 - 湯ノ峠駅

### 道路
- 高速道路
  - 山陽自動車道宇部下関線：周防灘PA - 埴生IC
    - 厚狭地区からは小野田ICのほうが至近である。地域によっては中国自動車道美祢西IC・小月ICも利用される。
- 一般国道
  - 国道2号 - 町内を東西に貫く国道。合併後の2008年に厚狭・埴生バイパスが全線開通し、旧道は県道船木津布田線・市道・国道190号となった。
  - 国道190号 - 埴生地区から宇部・小野田方面に至る国道。
  - 国道316号 - 厚狭地区から美祢・長門方面に至る国道。
- 都道府県道
  - 山口県道65号山陽豊田線
  - 山口県道71号小野田山陽線
  - 山口県道224号西万倉山陽線
  - 山口県道226号津布田郡線
  - 山口県道227号厚狭停車場郡線
  - 山口県道228号厚狭停車場線
  - 山口県道229号埴生停車場線
  - 山口県道232号奥万倉山陽線
  - 山口県道260号宇賀山陽線
  - 山口県道355号奥万倉厚狭線

## 主要施設
- 山陽オートレース場